# Hütten (Bartenshagen-Parkentin)
Hütten is een plaats en voormalige gemeente in de Duitse deelstaat Mecklenburg-Voor-Pommeren en maakt deel uit van de gemeente Bartenshagen-Parkentin in het Landkreis Rostock